# Desa Nyawangan (administrativ by i Indonesien, lat -7,91, long 111,85)
Desa Nyawangan är en administrativ by i Indonesien.   Den ligger i provinsen Jawa Timur, i den västra delen av landet, 600 km öster om huvudstaden Jakarta.